# Boana nigra
La rana arborea de flancos negros (Boana nigra) es una especie de anfibios de la familia Hylidae. Es endémica de Ecuador.  Se lo ha visto entre 910 y 1875 metros sobre el nivel del mar.
Esta rana es de color marrón, marrón oscuro, o marrón rojizo en la espalda, con marcas redondeadas y flancos y piernas negros.  El piel entre sus dedos es de color naranja o negro.